# 류부
류부(柳溥, 1470년 ~ 1544년 8월 12일)는 조선 중기의 문신으로, 본관은 진주(晉州), 자는 언박(彦博)이다. 류순정(柳順汀)의 조카이다.

## 생애
1501년(연산군 7) 식년 문과에 급제하여 박사를 지냈으며 갑자사화에 연루되어 유배되었으나 중종반정으로 복직하여 1507년에 강원도도사가 되었다. 그 이후에 소격서령과 개성군사를 거쳐 헌납에 이르렀고 홍문관교리와 시강관을 계속 지냈다. 이후 시독관, 홍문관교리, 지평, 장령 등을 거쳐서 다시 홍문관교리가 되었으며 부응교, 시강관, 응교, 장령, 사인, 사간 등을 하면서 학문을 짐작시키는데 힘을 썼다. 이후 홍문관부교리로 시강관을 겸했고 응교를 거쳐서 사헌부집의가 되었다. 이후 사성, 응교 등을 다시 하고 있을 때 조광조의 현량과를 반대했고 기묘사화 이후 시강원보덕을 거쳐서 서장관으로 명나라에 다녀온 뒤 사헌부집의를 거쳐서 1524년에 당상관이 되어 홍문관직제학. 사간원대사간 등을 했고 1525년에 동부승지를 거쳐 좌부승지가 되었으며 이후 우승지로 참찬관을 겸하고 좌승지를 거쳐 도승지로 승진한다. 1527년에 전라도관찰사로 외직에 나갔으며 1528년에는 한성부좌윤으로 다시 내직으로 돌아와서 특진관을 겸했으며 첨지중추부사 시절 성절사로 명나라에 다녀왔다. 이후 이조참판, 홍문관부제학, 오위도총부부총관 등을 거쳐서 지중추부사로 풍수학제조를 겸했다. 이후 수릉관으로 장례를 감독했고 정경의 반열에 올라서 지의금부사, 호조판서, 공조판서 등을 거쳐서 우참찬이 되었고 곧 우찬성을 거쳐서 좌찬성으로 승진한다.
1537년(중종 32) 10월 우의정(右議政)에 제수되어 정승의 반열에 오르고 11월 좌의정(左議政)으로 승진했으나, 12월 대간의 탄핵으로 인해 판중추부사(判中樞府事)로 체직되었다.
1539년(중종 34) 70세가 되어 궤장(几杖)을 하사받았으며, 이후 관직이 영중추부사(領中樞府事)에 이르렀다.
1544년(중종 39) 졸했다. 향년 75세.

## 기타
- 조부인 류양(柳壤)의 묘갈문을 지었다. 본인의 관직이 좌의정으로 기록된 것을 보아 작성 시기는 1537년(중종 32)으로 추정된다.

## 가족 관계
- 증조 - 류자해(柳子偕) : 부지돈녕부사(副知敦寧府事), 증(贈) 좌찬성(左贊成)
  - 조부 - 류양(柳壤, 1425년 ~ 1491년) : 서흥도호부사(瑞興都護府使), 증 영의정(領議政) 류순정(柳順汀, 1459년 ~ 1512년)의 아버지
    - 아버지 - 류첨정(柳添汀) : 남원도호부사(南原都護府使), 증 좌의정(左議政)
    - 어머니 - 직장(直長) 홍종(洪琮)의 딸
      - 형 - 류영(柳濚) : 전설사수(典設司守)
      - 전처 - 주계부정(朱溪副正) 이심원(李深源, 1454년 ~ 1504년)의 딸
      - 후처 - 월성부수(月城副守) 이의(李儀)의 딸
        - 아들 - 류사상(柳師尙) : 감찰(監察)